# 有機水銀

有機水銀

有機水銀（ゆうきすいぎん）とは、炭素−水銀 (C−Hg) 結合を持つ有機金属化合物である。代表的なものに、水俣病の原因物質であるメチル水銀やジメチル水銀、消毒液であるマーキュロクロム液(赤チン)がある。

## 農薬
農薬の材料として注目されていた時期があり、日本では戦前に種子の消毒剤として、1954年からは水稲のいもち病対策の農薬であるセレサン石灰（酢酸フェニル水銀と消石灰の合剤）などの主成分として利用されてきた。農薬としての効果は認められていたが、当時から水銀を利用することへの不安視もあり、1960年代には代替農薬の開発が進み姿を消していった。

## 注意すべき魚
アメリカのFDAは、有機水銀が蓄積されている可能性が高いとして2003年に妊婦や授乳中の女性および子供は以下の魚を摂取しないよう勧告を行っている。
- サメ
- メカジキ
- キング・マッケレル （大西洋に分布するサワラの近縁種）
- タイルフィッシュ（深海性の大型魚。姿はアマダイに似ているが別種）
- マグロ

### 国内機関発信
- 魚介類に含まれる水銀について - (厚生労働省)
- 米国の水銀に関する魚介類摂食の勧告の概要 - (農林水産省)

### 海外機関発信
- Mercury in Fish - Information for People Who Eat Fish - OEHHA
- Mercury Levels in Commercial Fish and Shellfish (1990-2010) - FDA